# تمثال حيزومي

التمثال الحيزومي للسفينة أوسيان.

التمثال الحيزومي هو نحت خشبي في مقدمة السفينة. بشكلٍ عام، فإن ذلك النحت يرتبط بدور السفينة وطبيعة عملها. يُذكر أن هذه التماثيل كانت سائدة بين القرنين السادس عشر والعشرين، ومما هو جدير بالذكر أن شارات السفن الحديثة تؤدي دورًا مشابهًا لتلك التماثيل.

## التاريخ

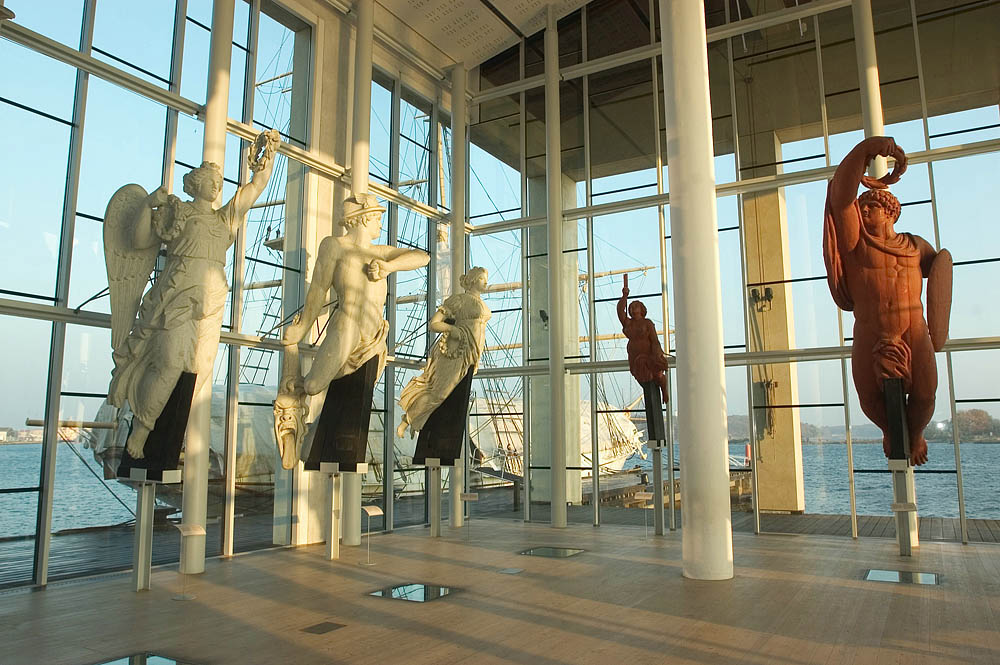
قاعة فيجيهيد في المتحف البحري بمدينة كارلسكرونا السويدية

كانت السفن السابقة في القرن السادس عشر، تتنوع فيها طرق الزخرفة والأشكال المستخدمة في مقدماتها. وفي المدة ما بين (800-1100 ميلادية)، بدء استخدام التماثيل الحيزومية في القرن السادس عشر على سفن الغليون، حيث لم يكن ممكنا وضع التماثيل الحيزومية على الأنواع الأخرى من السفن بسبب شكل هيكل السفن غير المناسب يذكر أنه كان لظهور بعض التماثيل على سفن الفايكنج وظيفة دينية؛ حيث اعتقدوا أنها واقية من الأرواح الشريرة. وضع المصريون القدماء طيورًا مقدسة على مقدمات السفن، بينما استخدم الفينيقيون خيولًا تمثل السرعة. استخدم اليونانيون القدماء رؤوس الخنازير التي ترمز إلى الرؤية الحادة والشراسة، بينما كانت القوارب الرومانية في كثير من الأحيان تقوم بنحت سنتوريون يمثل الشجاعة في المعركة. في شمال أوروبا، كانت الثعابين والثيران والدلافين والتنانين مألوفة. 

## معرض صور

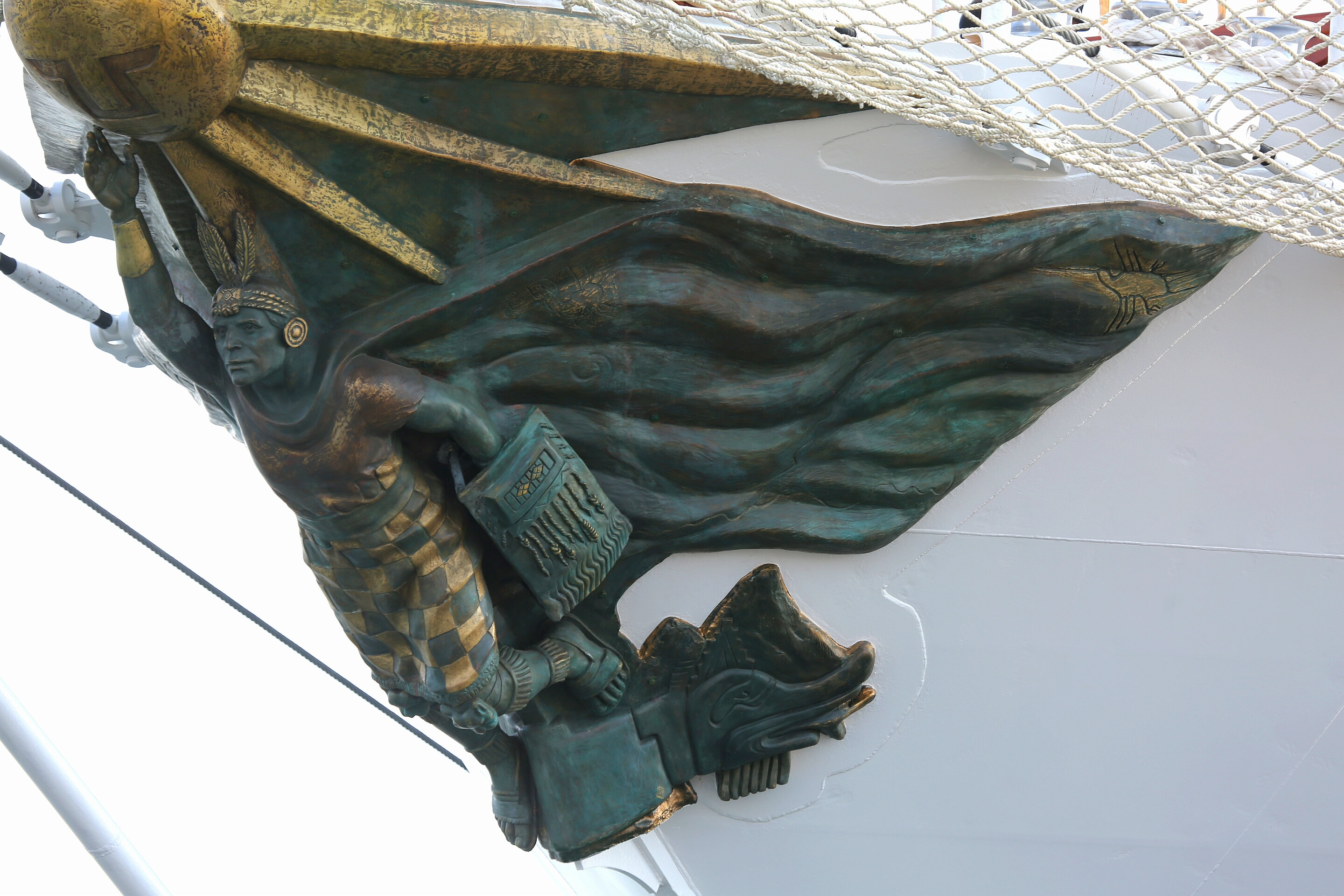
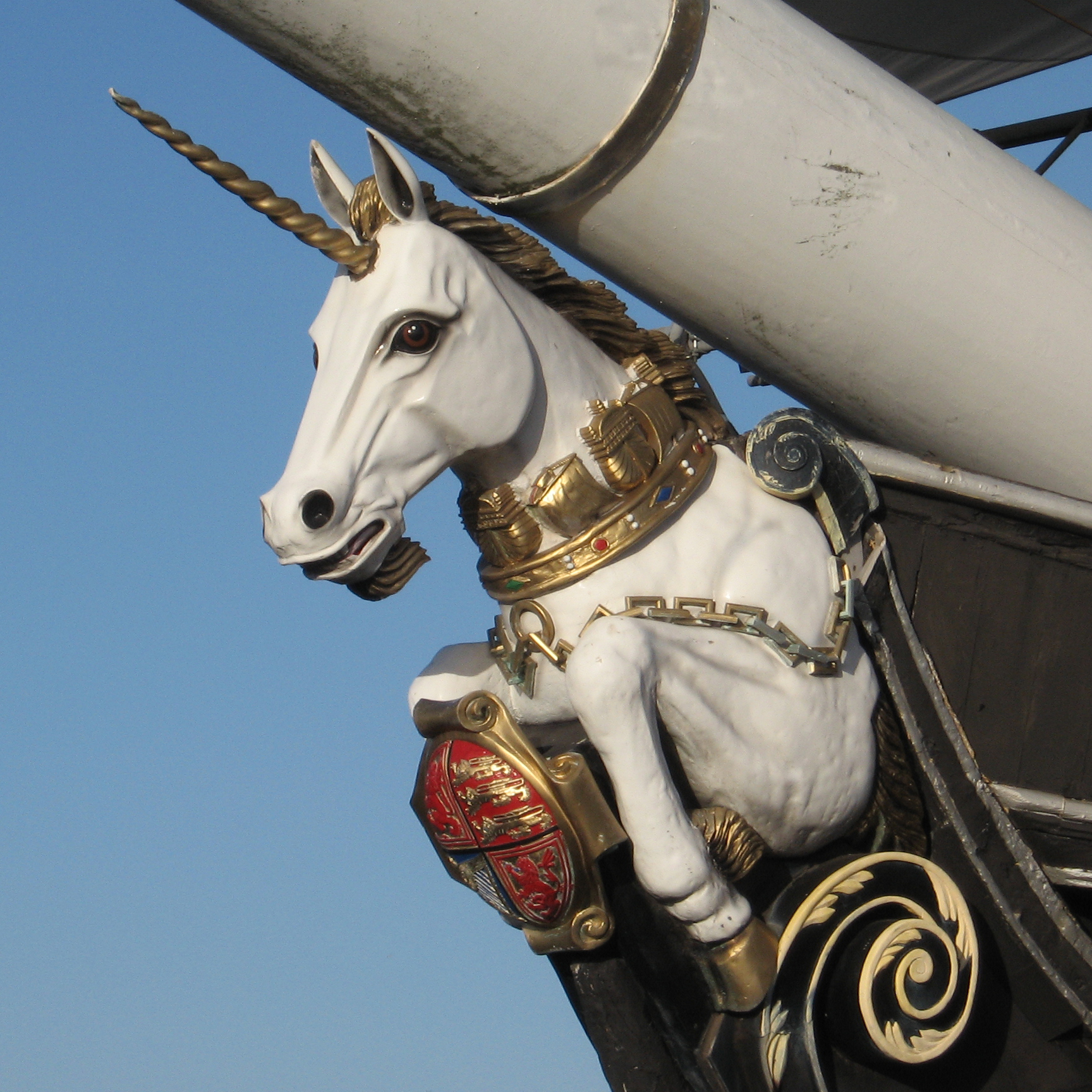
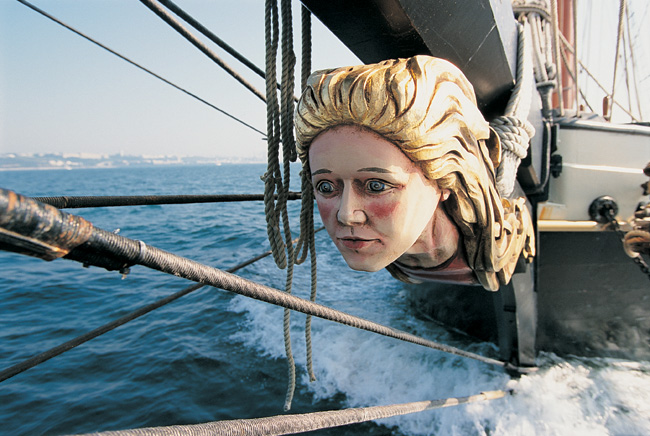
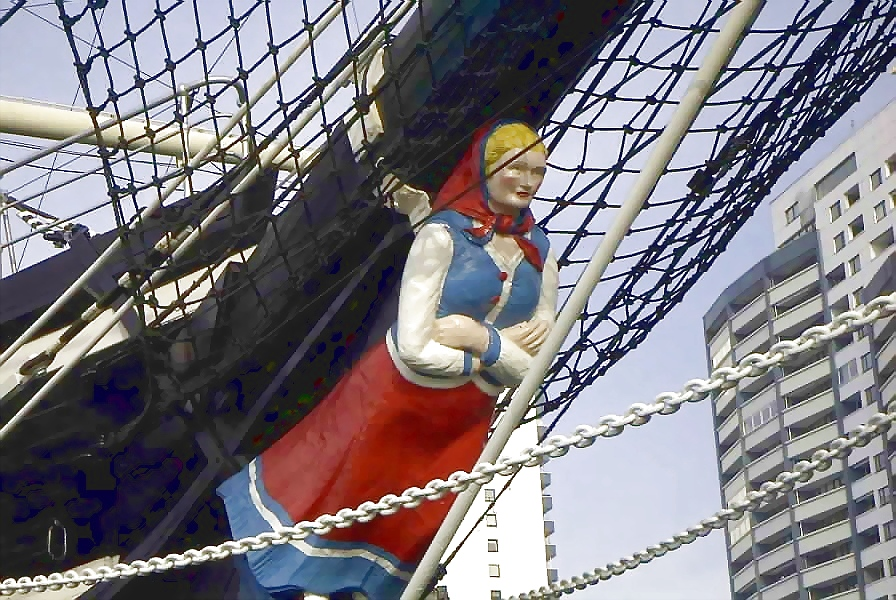
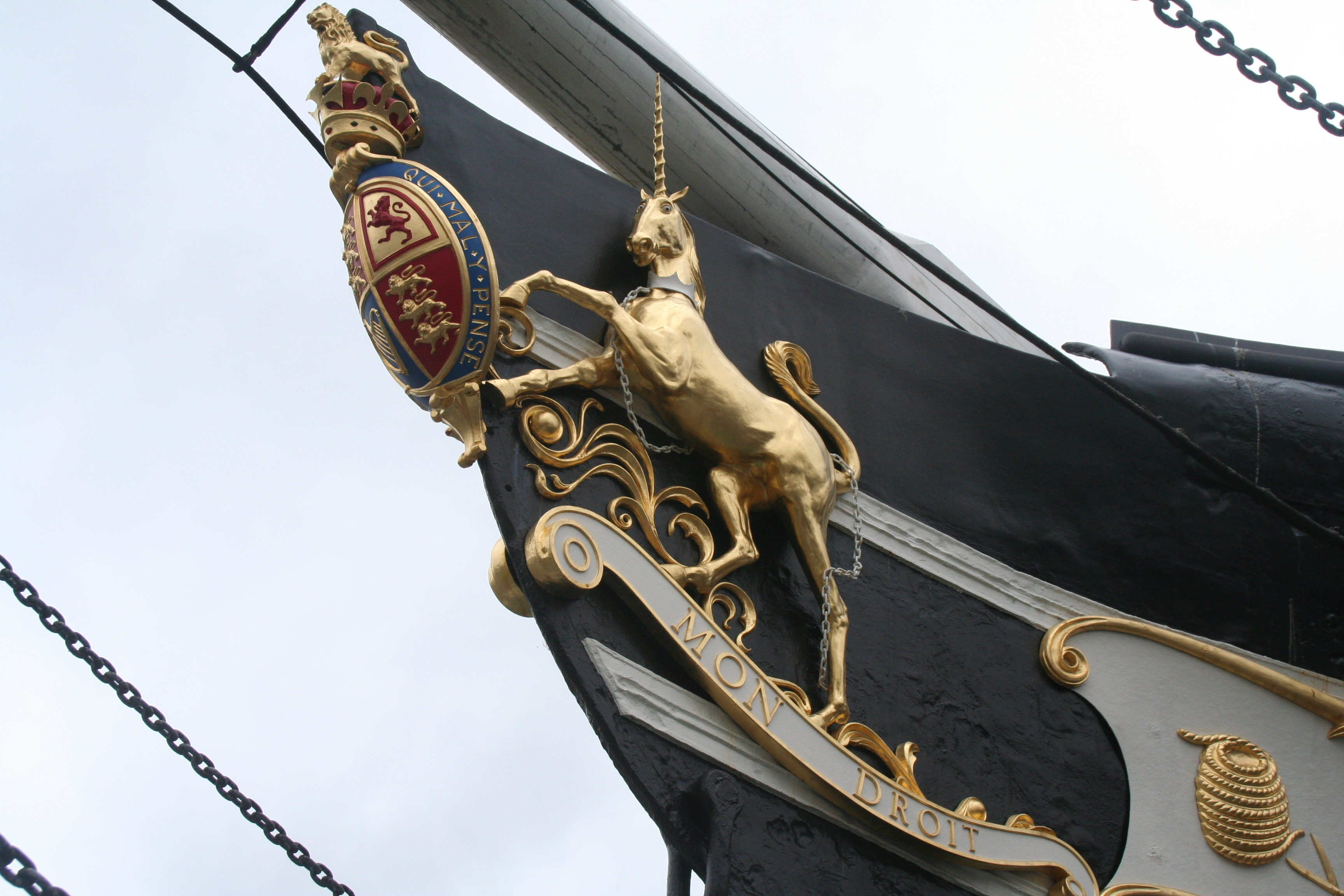

## روابط خارجية
- الأرشيف الرقم
- معرض التلغراف (17 صورة)
- تاريخ الثقة في جنوب أستراليا
- رموز
- مجموعة متحف مارينرز
- Winchester، المحرر (1937)، "Ships' figureheads"، Shipping Wonders of the World، ص. 776–780، مؤرشف من الأصل في 2019-12-09
- أشكال شخصية من مجموعات متاحف فيستفولد (النرويجية) على DigitalMuseum

## قراءة إضافية
- Pulvertaft, David; foreword by Admiral the Lord Boyce. Figureheads of the Royal Navy. Barnsley, S. Yorkshire: Seaforth Publishing. ISBN:978-1-84832-101-4.{{استشهاد بكتاب}}:  صيانة الاستشهاد: أسماء متعددة: قائمة المؤلفين (link)